# Olympische Sommerspiele 1948/Gewichtheben
Bei den XIV. Olympischen Sommerspielen 1948 in London fanden sechs Wettbewerbe im Gewichtheben statt. Austragungsort war das Earls Court Exhibition Centre im Stadtteil Earls Court. Auf dem Programm stand eine Gewichtsklasse mehr als zuvor.

## Bilanz

### Medaillenspiegel
| Platz | Land                | Gold | Silber | Bronze | Gesamt |
| ----- | ------------------- | ---- | ------ | ------ | ------ |
| 1     | Vereinigte Staaten  | 4    | 3      | 1      | 8      |
| 2     | Ägypten             | 2    | 1      | –      | 3      |
| 3     | Großbritannien      | –    | 1      | 1      | 2      |
| 4     | Trinidad und Tobago | –    | 1      | –      | 1      |
| 5     | Iran                | –    | –      | 1      | 1      |
| 5     | Niederlande         | –    | –      | 1      | 1      |
| 5     | Südkorea            | –    | –      | 1      | 1      |
| 5     | Schweden            | –    | –      | 1      | 1      |

### Medaillengewinner
| Konkurrenz          | Gold             | Silber             | Bronze                 |
| ------------------- | ---------------- | ------------------ | ---------------------- |
| Bantamgewicht       | Joseph DePietro  | Julian Creus       | Richard Tom            |
| Federgewicht        | Mahmoud Fayad    | Rodney Wilkes      | Mohammad Jafar Salmasi |
| Leichtgewicht       | Ibrahim Shams    | Attia Hamouda      | James Halliday         |
| Mittelgewicht       | Frank Spellman   | Peter George       | Kim Seong-jip          |
| Leichtschwergewicht | Stanley Stanczyk | Harold Sakata      | Gösta Magnusson        |
| Schwergewicht       | John Davis       | Norbert Schemansky | Abraham Charité        |

## Ergebnisse

### Bantamgewicht (bis 56 kg)
| Platz | Land | Sportler        | Gewicht (kg) |
| ----- | ---- | --------------- | ------------ |
| 1     | USA  | Joseph DePietro | 307,5 (WR)   |
| 2     | GBR  | Julian Creus    | 297,5        |
| 3     | USA  | Richard Tom     | 295,0        |
| 4     | KOR  | Lee Gyu-hyeok   | 290,0        |
| 5     | IRN  | Mahmoud Namdjou | 287,5        |
| 6     | FRA  | Marcel Thévenet | 280,0        |
| 7     | CAN  | Rosaire Smith   | 277,5        |
| 8     | NZL  | Maurice Crow    | 272,5        |
| 9     | AUS  | Keith Caple     | 272,5        |
| 10    | KOR  | Pak Dong-uk     | 272,5        |
|       |      |                 |              |
| 17    | AUT  | Josef Vojtech   | 255,0        |

Datum: 9. August 1948

19 Teilnehmer aus 14 Ländern

### Federgewicht (bis 60 kg)
| Platz | Land | Sportler               | Gewicht (kg) |
| ----- | ---- | ---------------------- | ------------ |
| 1     | EGY  | Mahmoud Fayad          | 332,5 (WR)   |
| 2     | TRI  | Rodney Wilkes          | 317,5        |
| 3     | IRN  | Mohammad Jafar Salmasi | 312,5        |
| 4     | KOR  | Nam Su-il              | 307,5        |
| 5     | PHI  | Rodrigo del Rosario    | 307,5        |
| 6     | USA  | Emerick Ishikawa       | 307,5        |
| 7     | DEN  | Johan Runge            | 305,0        |
| 8     | FRA  | Max Heral              | 300,0        |
| 9     | USA  | Richard Tomita         | 300,0        |
| 10    | FRA  | André Le Guillerm      | 300,0        |
| 11    | AUT  | Anton Richter          | 292,5        |
|       |      |                        |              |
| 22    | SUI  | Richard Rieder         | 255,0        |

Datum: 9. August 1948

23 Teilnehmer aus 18 Ländern

### Leichtgewicht (bis 67,5 kg)
| Platz | Land | Sportler             | Gewicht (kg) |
| ----- | ---- | -------------------- | ------------ |
| 1     | EGY  | Ibrahim Shams        | 360,0 (OR)   |
| 2     | EGY  | Attia Hamouda        | 360,0        |
| 3     | GBR  | James Halliday       | 340,0        |
| 4     | USA  | John Terpak          | 340,0        |
| 5     | CAN  | John Stuart          | 332,5        |
| 6     | KOR  | Kim Chang-hui        | 330,0        |
| 7     | KOR  | Na Si-yun            | 330,0        |
| 8     | USA  | Joseph Pitman        | 322,5        |
| 9     | JAM  | George Espeut        | 322,5        |
| 10    | DEN  | Jørgen Fryd Petersen | 315,0        |

Datum: 10. August 1948

22 Teilnehmer aus 17 Ländern

### Mittelgewicht (bis 75 kg)
| Platz | Land | Sportler              | Gewicht (kg) |
| ----- | ---- | --------------------- | ------------ |
| 1     | USA  | Frank Spellman        | 390,0 (OR)   |
| 2     | USA  | Peter George          | 382,5        |
| 3     | KOR  | Kim Seong-jip         | 380,0        |
| 4     | EGY  | Khadr Sayed El Touni  | 380,0        |
| 5     | CAN  | Joseph Gratton        | 360,0        |
| 6     | FRA  | Pierre Bouladou       | 355,0        |
| 7     | CUB  | Orlando Garrido       | 355,0        |
| 8     | GBR  | George William Watson | 350,0        |
| 9     | FRA  | Georges Firmin        | 347,5        |
| 10    | CAN  | Joseph Sklar          | 345,0        |
|       |      |                       |              |
| 16    | AUT  | Klement Schuh         | 320,0        |
| 19    | SUI  | Fritz Mast            | 310,0        |
| 23    | SUI  | Roger Rubini          | 292,5        |

Datum: 10. August 1948

24 Teilnehmer aus 18 Ländern

### Halbschwergewicht (bis 82,5 kg)
| Platz | Land | Sportler         | Gewicht (kg) |
| ----- | ---- | ---------------- | ------------ |
| 1     | USA  | Stanley Stanczyk | 417,5 (OR)   |
| 2     | USA  | Harold Sakata    | 380,0        |
| 3     | SWE  | Gösta Magnusson  | 375,0        |
| 4     | FRA  | Jean Debuf       | 370,0        |
| 5     | ARG  | Osvaldo Forte    | 367,5        |
| 6     | CAN  | James Varaleau   | 365,0        |
| 7     | FIN  | Juhani Vellamo   | 355,0        |
| 8     | IRN  | Rasoul Raisi     | 355,0        |
| 9     | GBR  | Ernest Roe       | 355,0        |
| 10    | HUN  | László Buronyi   | 355,0        |
|       |      |                  |              |
| 13    | AUT  | Wilhelm Pankl    | 347,5        |
| 14    | AUT  | Fritz Haller     | 342,5        |

Datum: 11. August 1948

16 Teilnehmer aus 13 Ländern

### Schwergewicht (über 82,5 kg)
| Platz | Land | Sportler           | Gewicht (kg) |
| ----- | ---- | ------------------ | ------------ |
| 1     | USA  | John Davis         | 452,5 (OR)   |
| 2     | USA  | Norbert Schemansky | 425,0        |
| 3     | NED  | Abraham Charité    | 412,5        |
| 4     | GBR  | Alfred Knight      | 390,0        |
| 5     | EGY  | Hanafi Moustafa    | 385,0        |
| 6     | DEN  | Niels Petersen     | 382,5        |
| 7     | BEL  | Robert Allart      | 377,5        |
| 8     | RSA  | Petrus Taljaard    | 375,0        |
| 9     | CUB  | Alfonso Parera     | 372,5        |
| 10    | PER  | Carlos Domínguez   | 362,5        |
|       |      |                    |              |
| 14    | AUT  | Franz Eibler       | 327,5        |

Datum: 11. August 1948

16 Teilnehmer aus 14 Ländern